# Mariusz Pontmercy
Mariusz  (fr. Marius) Pontmercy (ur. ok. 1810 r.) – jeden z fikcyjnych bohaterów powieści Nędznicy Wiktora Hugo.

## W powieści

### Ojciec
Ojciec Mariusza, pułkownik Georges Pontmercy, był napoleońskim oficerem, który odniósł poważne rany pod Waterloo. Uratowany przypadkiem przez szabrownika Thenardiera, został odsunięty od opieki nad dzieckiem przez dziadka Mariusza, Gillenormanda, rojalistę ze względu na republikańskie poglądy polityczne. Podglądał z ukrycia rozwój syna.
Na łożu śmierci wzywa do siebie syna, który niestety przybywa kilka chwil za późno. Mariusz później regularnie odwiedza jego grób, co inspiruje jego przemianę duchową i polityczną.

### Dziadek
Mariusz wychowywany od młodości w domu dziadka przejął od niego poglądy rojalistyczne. Po śmierci ojca poznaje dokładnie jego losy i drogę życiową. Republikańskie idee stają się mu bliskie, co doprowadza do gwałtownego konfliktu z dziadkiem. Mariusz wyprowadza się z jego domu, odmawia wsparcia finansowego i głoduje usiłując utrzymać się z dorywczych publikacji.

### KozetaiEponina

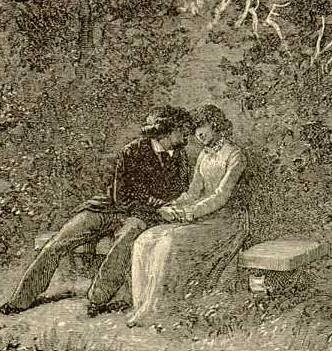
Mariusz i Cosette w Ogrodzie Luksemburskim - ilustracja z 1 wydania "Nędzników

Mariusz w trakcie spaceru po Ogrodzie Luksemburskim spotyka tajemniczą nieznajomą (którą jest nastoletnia Kozeta) i zakochuje się w niej od pierwszego wejrzenia. Przez kilka miesięcy wielbi ją niemo, wreszcie zbiera się na odwagę i śledzi wybrankę (wraz z towarzyszącym jej Jeanem Valjeanem) do ich domu. Valjean spłoszony natychmiast wyprowadza się z przybraną córką bez śladu doprowadzając Mariusza do rozpaczy.
Pontmercy jako ubogi student wynajmuje mieszkanie obok Thenardiera (który obecnie trudni się wyłudzaniem jałmużny od bogatych mieszczan wysyłając fałszywe listy z prośbą o wsparcie). Jego najstarsza córka Eponina zamierza oszukać również Mariusza, lecz zauroczona młodzieńcem odstępuje od tego zamiaru.
Mariusz jest świadkiem zasadzki zastawionej na Valjeana i Kozetę w mieszkaniu Thenardiera. Prosi Eponinę o pomoc w odnalezieniu adresu nieznajomej, w której się zakochał. Eponina, nie bacząc na targające nią uczucia, uzyskuje adres wybranki i prowadzi tam Mariusza.
Mariusz dostaje się na teren posesji, gdzie mieszka Kozeta, dziewiczo niewinna para wyznaje sobie nawzajem ukrywaną miłość i zaczynają się sekretnie spotykać w ogrodzie. Niemym cierpiącym świadkiem tych chwil jest Eponina. Idyllę przerywa napad gangu Thenardierów na dom Valjeana, który zostaje udaremniony ostrzegawczym krzykiem Eponiny. Ostrzeżony Valjean przeprowadza się wraz z Kozetą w nieznane miejsce.
Zrozpaczony Mariusz bierze udział w powstaniu broniąc jednej z barykad. W trakcie pierwszego szturmu Eponina zasłania Mariusza przed kulą własnym ciałem, wkrótce kona w jego objęciach wyznając ukrywane uczucie.
Po upadku barykady ciężko ranny, nieprzytomny Mariusz - jedyny, który ocalał - zostaje wyniesiony kanałami przez Valjeana i dostarczony do domu dziadka. Po trwającej pół roku rekonwalescencji (w której aktywnie uczestniczy Kozeta) młodzi pobierają się. Valjean przekazuje wszystkie swoje oszczędności (kilkaset tysięcy franków) na posag Kozety. Gryziony wyrzutami sumienia wyjawia po ślubie panu młodemu swoje galernicze pochodzenie i wycofuje się z życia młodych przy milczącej aprobacie Mariusza. Po kilku miesiącach u Mariusza pojawia się znów Thenardier. Ze sprzedanej przez niego informacji Mariusz dowiaduje się, że nieznanym zbawcą, który uratował go po powstaniu, był Jean Valjean.
Zszokowany Mariusz uświadamia sobie, że odepchnął od siebie swego dobroczyńcę. Młodzi biegną do domu Valjeana, lecz zastają go już na łożu śmierci.

### Wątki autobiograficzne
Losy Mariusza są w znacznym stopniu oparte na prawdziwych losach autora, Wiktora Hugo. W szczególności dotyczy to:
- wyglądu zewnętrznego i sposobu ubierania się
- rozwoju poglądów politycznych (od rojalizmu do republikanizmu)
- relacji Mariusza z dziadkiem
- udziału w powstaniu republikanów roku 1832
- relacji z Kozetą przed ślubem (analogia do relacji Hugo z przyszłą żoną Adelą)

## Adaptacje

### Filmowe
W rolę Mariusza wcielali się w kolejnych adaptacjach filmowych, m.in.:
- Jean Servais – 1934
- John Beal – 1935
- Giani Esposito – 1958
- Frank David – 1982
- Hans Matheson – 1998
- Enrico Lo Verso – 2000
- Eddie Redmayne – 2012

### Musical
Postać Mariusza jest jedną z głównych ról musicalu Les Misérables opartej na wątkach powieści. Rola jest przedstawiana przez tenora.
Pierwszym wykonawcą roli Mariusza był Richard Dewitte w prapremierze paryskiej z roku 1980.
Najbardziej znany wykonawca roli Mariusza to Michael Ball. Był jej wykonawcą:
- na premierze na West Endzie w roku 1985,
- na płycie Complete Symphonic Recording z 1988 (będącej jedynym pełnym muzycznym zapisem spektaklu)
- na koncercie jubileuszowym z okazji dziesięciolecia anglojęzycznej premiery musicalu w 1995.

Na premierze broadwayowskiej w roku 1987 wykonawcą tej roli był David Bryant.
Na koncercie jubileuszowym z okazji 25 rocznicy wystawienia musicalu w O2 Dome 3 października 2010 wykonawcą roli Mariusza był osiemnastoletni Nick Jonas (najmłodszy członek zespołu Jonas Brothers).